# NGC 5876
NGC 5876 este o liner situată în constelația Boarul. A fost descoperită în 11 iunie 1885 de către Lewis A. Swift. Se află la o distanță de 50,52 de megaparseci de Pământ.